# جنگ یوتا
جنگ یوتا که همچنین به عنوان اعظام یوتا، لشکرکشی یوتا، اشتباه بیوکنن،  جنگ مورمون‌ها یا شورش مورمون‌ها نیز شناخته می‌شود، رویارویی مسلحانه میان مهاجران مورمون در قلمرو یوتا و نیروهای مسلح دولت ایالات متحده از مه ۱۸۵۷ تا ژوئیه ۱۸۵۸ بود. تعدادی تلفات نیز وجود داشت که بیشتر آن‌ها غیرنظامیان غیرمورمون بودند. این جنگ هیچ نبرد نظامی قابل توجهی نداشت.

## تاریخ
در سال‌های ۱۸۵۷–۱۸۵۸، رئیس‌جمهور جیمز بیوکنن نیروهای ایالات متحده را به قلمروی یوتا فرستاد که به عنوان اعظام یوتا شناخته شد. اعضای کلیسای عیسی مسیح قدیسان آخرالزمان (LDS)، معروف به مورمون‌ها یا قدیسان آخرالزمان، نگران بودند که نیروی نظامی بزرگ ایالات متحده برای نابودی آن‌ها فرستاده شده باشد و به آزار و شکنجه بپردازند، بنابراین برای دفاع آماده شدند. اگرچه دولت ایالات متحده سعی داشت از خونریزی اجتناب کند و همچنین امیدوار بود که هدف آن بدون از دست دادن جان افراد محقق شود، هر دو طرف برای جنگ آماده شدند. مورمون‌ها اسلحه‌های گرم را ساخته یا تعمیر می‌کردند، داس‌ها را به سرنیزه تبدیل می‌کردند و شمشیرهایی را که مدت‌ها استفاده نشده بود را صیقلی و تیز می‌کردند.
مورمون‌ها راه ورود ارتش ایالات متحده به دره دریاچه نمک را مسدود کردند و با ممانعت از دریافت آذوقه آن‌ها را تضعیف کردند.
رویارویی میان شبه‌نظامیان مورمون به نام لژیون نائوو و ارتش ایالات متحده شامل تخریب اموال و چند درگیری کوتاه در منطقه جنوب غربی وایومینگ امروزی بود، اما هیچ نبردی میان نیروهای نظامی متخاصم رخ نداد.
در اوج تنش‌ها، در ۱۱ سپتامبر ۱۸۵۷، حداقل ۱۲۰ شهرک‌نشین مقیم کالیفرنیا از آرکانزاس، میسوری و سایر ایالت‌ها، شامل مردان، زنان و کودکان غیرمسلح، در جنوب غربی یوتا توسط گروهی از شبه‌نظامیان محلی مورمون کشته شدند. . آن‌ها ابتدا ادعا کردند که مهاجران توسط سرخ‌پوستان کشته شده‌اند، اما خلاف آن ثابت شد. این رویداد بعدها کشتار مراتع کوهستان نامیده شد و انگیزه‌های پشت این حادثه هنوز مشخص نیست.
کشتار آیکن در ماه بعد اتفاق افتاد. در اکتبر ۱۸۵۷، مورمون‌ها شش شهروند کالیفرنیایی را که در یوتا سفر می‌کردند دستگیر کردند و آن‌ها را به جاسوسی برای ارتش ایالات متحده متهم کردند. آن‌ها آزاد شدند اما بعداً به قتل رسیدند و سهام و ۲۵٬۰۰۰ پول دلار آن‌ها ربوده شد.
سایر حوادث خشونت‌آمیز نیز به جنگ یوتا مرتبط شده‌است، از جمله حمله بومیان آمریکایی به مأموریت مورمون فورت لمهی در منطقه اورگان شرقی، آیداهو امروزی. آن‌ها دو مورمون را کشتند و چند نفر دیگر را زخمی کردند. بریگام مدسن، مورخ، خاطرنشان می‌کند: «مسئولیت [حمله به قلعه لیمهی] عمدتاً بر عهده قبیله بانوک بود.» دیوید بیگلر نتیجه می‌گیرد که حمله احتمالاً توسط اعضای اعزام یوتا انجام شده‌است که در تلاش بودند تا انبارهای حیوانات خود را که توسط مهاجمان مورمون دزدیده شده بود، پر کنند.  
با در نظر گرفتن همه حوادث، مک کینون تخمین می‌زند که تقریباً ۱۵۰ نفر در نتیجه مستقیم جنگ یوتا که یک سال طول کشید جان خود را از دست دادند، از جمله ۱۲۰ مهاجر که در کوهستان میدوز کشته شدند. او اشاره می‌کند که این نزدیک به تعداد کشته‌شدگان در طول هفت سال مبارزه همزمان در " خونریزی کانزاس " بود. 
در پایان، مذاکرات میان ایالات متحده و قدیسان آخرالزمان منجر به عفو کامل قدیسان به جز کسانی که در کشتار مراتع کوهستان دخیل بودند، شد. سپس فرد غیرمورمونی به نام آلفرد کامینگ فرمانداری یوتا را به جای بریگم یانگ در دست گرفت و ارتش ایالات متحده به صورت صلح‌آمیز به یوتا وارد شد.